# Classic Queen
Classic Queen es un álbum recopilatorio que contiene las canciones más famosas de 1973 a 1991 de la banda de Rock Queen, lanzado al mercado el 3 de marzo de 1992. El álbum contiene las canciones grabadas por el cantante Freddy Mercury tras su fallecimiento en noviembre de 1991 por complicaciones del Sida. Tras la fiebre de los fans por la banda, generada después del éxito de la película Wayne's World, y como consecuencia de ello fue aclamado como un excelente recopilatorio.

## Lista de canciones
1. A Kind of Magic (Roger Taylor)
2. Bohemian Rhapsody (Freddie Mercury)
3. Under Pressure (Queen, David Bowie) – remix
4. Hammer to Fall (Brian May) – single version
5. Stone Cold Crazy (John Deacon, May, Mercury, Taylor)
6. One Year of Love (Deacon)
7. Radio Ga Ga (Taylor)
8. I'm Going Slightly Mad (Queen)
9. I Want It All (Queen) – single version
10. Tie Your Mother Down (May) – single version
11. The Miracle (Queen) – edited version
12. These Are the Days of Our Lives (Queen)
13. One Vision (Queen) – edited version
14. Keep Yourself Alive (May)
15. Headlong (Queen)
16. Who Wants to Live Forever (May)
17. The Show Must Go On (Queen)

(Las canciones "Under Pressure", "The Miracle" y "One Vision" han sido editadas o convertidas en remix para la edición de este álbum recopilatorio).
- Datos: Q867842